# 泰隆峰

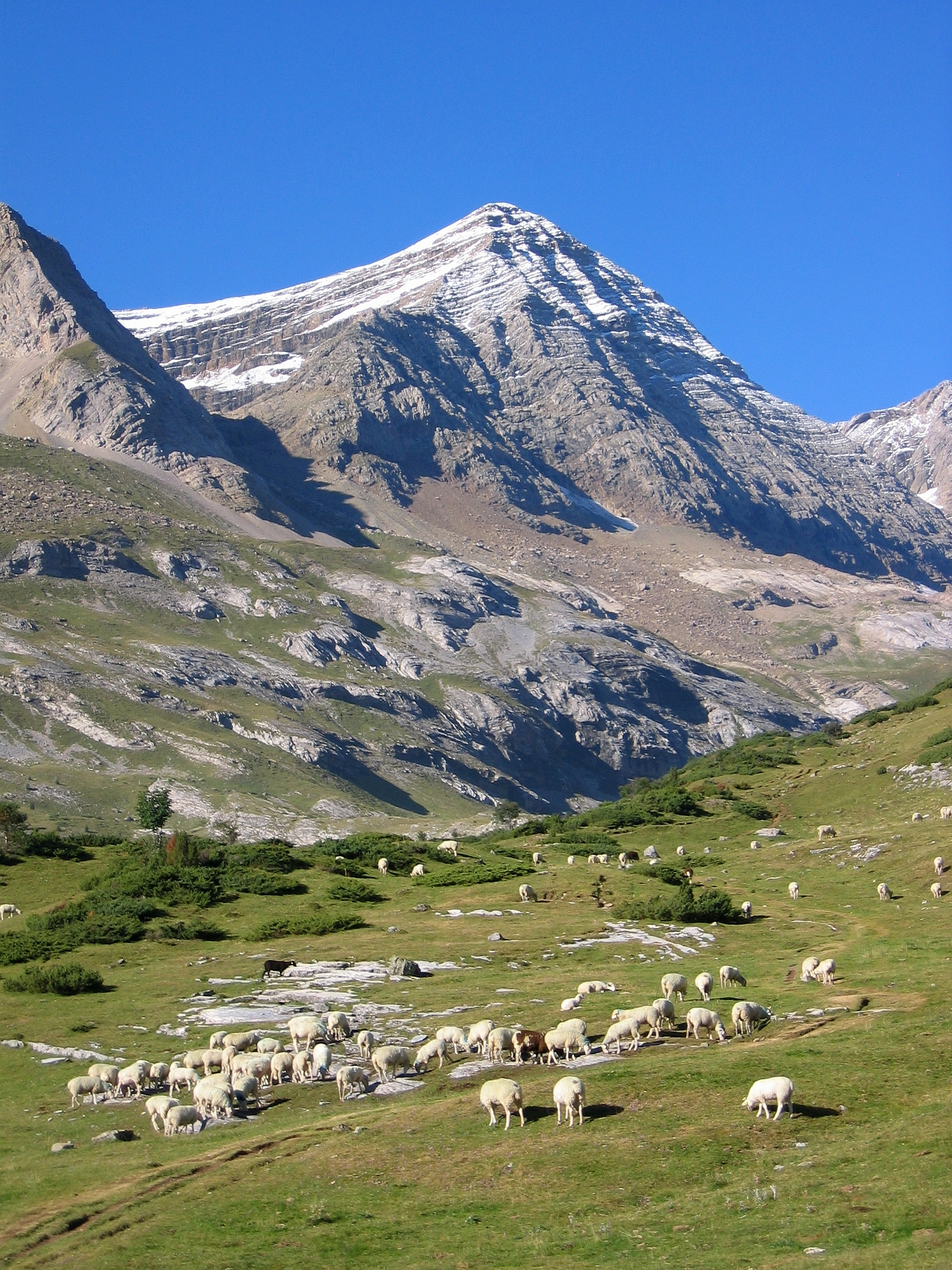

42°41′37″N 0°3′5″E / 42.69361°N 0.05139°E
泰隆峰（西班牙語：Pico Taillón），是歐洲的山峰，位於法國西南部上比利牛斯省和西班牙北部阿拉貢自治區之間，屬於比利牛斯山中佩迪杜山的一部分，海拔高度3,144米。